# هجوم الكرملين 2023
هجوم الكرملين 2023 (بالروسية: Атака беспилотников на Московский Кремль) هو هجوم بطائرة مسيرة انتحارية وقع في يوم 3 مايو من عام 2023 فوق الكرملين في موسكو في روسيا لكنه فشل ولم يسفر عن أي وفيات أو حتى إصابات ويُشاع أن الهدف منه هو اغتيال الرئيس الروسي فلاديمير بوتين. قامت روسيا بإتهام أوكرانيا بالوقوف وراء الهجوم إلا أن رئيس أوكرانيا فولوديمير زيلينسكي نفى ذلك، ووصفت روسيا الهجوم بأنه "هجوم إرهابي" وقالت إنها "سترد في المكان المناسب والوقت المناسب" ودعى دميتري ميدفيديف إلى اغتيال زيلينسكي ردًّا على الهجوم.